# Cerisano
Cerisano est une commune de la province de Cosenza, dans la région de Calabre, en Italie.

## Administration
| Période                                  | Période  | Identité           | Étiquette | Qualité |
| ---------------------------------------- | -------- | ------------------ | --------- | ------- |
| 30 mai 2006                              | En cours | Franco Loris Greco |           |         |
| Les données manquantes sont à compléter. |          |                    |           |         |

### Hameaux
Valli, Manche, Pianetto

### Communes limitrophes
Castrolibero, Falconara Albanese, Fiumefreddo Bruzio, Marano Principato, Mendicino

## Personnalités
- Michel Fingesten (1884-1943), artiste, y est mort.
- Simone Perrotta (1977), footballeur dont la famille est originaire de Cerisano.